# Antonio Barreto Sira
Antonio María Barreto Sira, né le 14 novembre 1955 à Cantaura, est un homme politique vénézuélien. Militant au sein du parti Action démocratique, il a été alcalde de la municipalité de Pedro María Freites (1995-2004), député à l'Assemblée nationale du Venezuela de 2011 à 2017 et gouverneur de l'État d'Anzoátegui de 2017 à 2021.